# المكتبة الوطنية الروسية
توجد المكتبة الوطنية الروسية في مدينة سانت بطرسبرغ، وتعتبر أقدم مكتبة وطنية وعامة في البلاد، وتصنّف ضمن المكتبات الرائدة والكبيرة عالميّاً، وتعتبر ثاني المكتبات احتواءً على المجموعات المكتبية في روسيا الاتحادية، حيث تضم خزينة ضخمة من التاريخ الوطنيّ، بالإضافة إلى كل المعلومات الروسية، وتضم مركزًا بحثيًّا وثقافيًّا.
هدفت المكتبة على مدى تاريخها إلى الاستحواذ الشامل على كل المطبوعات الوطنية، وكذلك حرصت على توفير الوصول المجاني للمحتوى، وينبغي التفريق بينها وبين مكتبة دولة روسيا الموجودة في موسكو.

## تاريخها
أسست إمبراطورة روسيا كاثرين الثانية المكتبة الوطنية الروسية عام 1795م، وعند تأسيسها ضمّت مقتنيات مكتبة زاووسكي وهي مكتبة وطنية مشهورة موجودة في بولندا، استولى عليها الروس عام 1794م بعد أن تقسيم بولندا.
ظهرت فكرة المكتبة العامّة في روسيا في بدايات القرن الثامن عشر، لكنها لم تأخذ شكلها حتى وصول حركة التنوير الروسية. قدّمت فكرة المكتبة العامة لكاثرين الثانية عام 1766 لكنها لم توافق عليها حتى عام 1795م، وذلك قبل وفاتها بثمانية عشر شهرًا، استمر بنائها مدة 15 عامًا (1796-1801م)، صّمم المبنى على نمط العمارة الكلاسيكية الجديدة بواسطة المهندس المعماري يغور شوكوف.
جاء حجر الأساس لقسم اللغات الأجنبية في المكتبة من الكومنولث البولندي الليتواني وتحديداً من مكتبة زاووسكي (حوالي 420 ألف مجلداً) حيث استولى عليها الروس بعد تقسيم بولندا، وأثناء نقل المجلدات من مكتبة زاووسكي، سرق اللصوص بعضاً من هذه المجلدات وتم بيعها بغرض الربح، وفي عام 1921م، أعاد الاتحاد السوفيتي كل الكتب باللغة البولندية إلى بولندا.